# امانوئله کریالسه
امانوئله کریالسه (انگلیسی: Emanuele Crialese؛ زادهٔ ۲۶ ژوئن ۱۹۶۵) کارگردان فیلم و فیلم‌نامه‌نویس اهل ایتالیا است.
از فیلم‌های او می‌توان به بَـرّ جدید اشاره کرد.